# I'll Get You
«I'll Get You» es una canción compuesta por la dupla Lennon/McCartney, y que fue lanzada por The Beatles el 23 de agosto de 1963. Esta canción fue una colaboración igualitaria entre Paul y John. John Lennon dijo acerca de esta canción en 1980: «'I'll Get You' es Paul y yo tratando de componer una canción... que no funcionó realmente bien».

## Lanzamientos
La canción fue grabada el 1 de julio de 1963 en los EMI Studios de Londres. Fue titulada inicialmente como "Get You in the End", línea que se puede escuchar en su estribillo, pero finalmente se consideró demasiado largo.
Fue lanzada como lado B de «She Loves You», y más tarde fue relanzada solamente en los Estados Unidos como lado B de «Sie liebt dich», que era el tema «She Loves You» cantado en idioma alemán.
La canción nunca apareció en un álbum oficial británico de la banda. Sin embargo, fue incluida en el álbum estadounidense The Beatles' Second Album el 10 de abril de 1964. 
Apareció, asimismo, en 1988 en CD en el disco recopilatorio Past Masters - Volume One.

## Personal
- John Lennon - voz, guitarra acústica (Gibson J-160e enchufada), armónica (Höhner Chromatic).
- Paul McCartney - voz, bajo (Höfner 500/1 61´)
- George Harrison - armonía vocal, guitarra eléctrica (Gretsch Country Gentleman).
- Ringo Starr - batería (Ludwig Downbeat Oyster Black Pearl).

Productor: George Martin
Ingeniero de grabación: Norman Smith